# Церковь Иоанна Богослова в Ипатьевской слободе
Церковь Святого Апостола и Евангелиста Иоанна Богослова — православный храм в Костроме, расположенный близ Ипатьевского монастыря, в Ипатьевской слободе.

## История церкви

### Начало
Первая деревянная церковь, возведённая в 1562 году, была уничтожена пожаром 1680 года. Строительство нового начали в 1681 году по благословению патриарха Иоакима. Поскольку размеры нового храма были значительно больше предыдущего, под его строительство отвели место и находящегося рядом деревянного храма во имя Николая Чудотворца, сгоревшего в том же пожаре 1680 года. Строительство храма было закончено в 1687 году, и 11 (21) декабря того же года новопостроенный храм был освящён настоятелем Ипатьевского монастыря архимандритом Феодосием.

### XVIII—XIX века
В XVIII веке храм перестраивают — возводят два новых придела, один во имя Николая Чудотворца (1706—1709), второй во имя Феодоровской иконы Божией Матери (1780). Возведение каменной ограды вокруг церковного кладбища с тремя воротами заканчивают к 1811 году.

### XX век — наше время
В начале XX века храм вновь перестроили, два старых придела разобрали, а на их месте возвели новую тёплую трапезную с двумя новыми приделами. Работами по переустройству храма руководил инженер И. В. Брюханов. Работы были закончены в 1903 году.
17 июня 1905 года в Никольском приделе храма было погребено тело епископа Вениамина. Могила Вениамина почиталась жителями Костромы и окрестных селений.
Богослужения в храме продолжались до 1949 года, после чего храм был закрыт, в нём начались реставрационные работы, проведённые Костромской специальной научно-реставрационной производственной мастерской. Никольский придел, возведённый в начале XX века, был разобран. Таким образом, могила епископа Вениамина оказалась вне храма. Реставрационные работы были закончены только к 1960 году, после чего в храме размещена экспозиция Костромского историко-архитектурного музея.
В 1970 годах архитектор К. Г. Тороп провела реставрацию ограды с воротами. Впоследствии, пока музей в Ипатьевском монастыре занимал всю его территорию, в храме располагалась община Ипатьевского монастыря. В 2005 году храм полностью передали Костромской епархии Русской православной церкви. Сохранившаяся надгробная плита с места погребения епископа Вениамина была установлена в трапезной части храма.

## Архитектура
Храм увенчан пятью главками. С запада к церкви примыкает трапезная, к ней — шатровая колокольня. Сам храм похож на Троицкий собор в Ипатьевском монастыре, который находится рядом с ним. Например, главки храма, которые немного приплюснутые. Они перекликаются с куполами Троицкого собора. Главная достопримечательность церкви Иоанна Богослова — росписи, сделанные внутри храма и занимающие всё его пространство. Храм расписывали жители Ипатьевской слободы. Имена художников перечислены на клейме, сохранившемся на северной стене храма.